# Calcinato
Calcinato est une commune italienne de la province de Brescia dans la région Lombardie en Italie. Ses habitants sont appelés les calcinatesi.

## Géographie
Calcinato se situe à l'est de Brescia, le long du fleuve Chiese qui sépare la commune de son hameau Calcinatello. Elle est bordée à l'est par la Province de Mantoue.

## Histoire
Les origines de la commune remonteraient à l'époque romaine, comme l'atteste une épigraphe dédiée au dieu Apollon retrouvée à Calcinato.
Un document datant de l'an 813 atteste la vente par l'Abbaye de Nonantola du territoire de Calcinato au monastère de Sainte-Julie.
Une bataille de la guerre de Succession d'Espagne a lieu à Calcinato le 19 mai 1706 opposant l'armée franco-espagnole commandée par le duc de Vendôme à l'armée autrichienne. La bataille s'est terminée par une victoire des Franco-Espagnols.

## Administration
| Période                                  | Période | Identité      | Étiquette | Qualité |
| ---------------------------------------- | ------- | ------------- | --------- | ------- |
| 2009                                     | 2014    | Marika Legati | LN        | droit   |
| Les données manquantes sont à compléter. |         |               |           |         |

### Hameaux
Calcinatello, Ponte San Marco

## Démographie
Habitants recensés

### Héraldique
| Armes de Calcinato | Les armes de Calcinato se blasonnent ainsi : D'azur à un épi de blé d'or et à deux rameaux de laurier de sinople les tiges passées en sautoir brochant sur celle de l'épi, au chef cousu de gueules chargé d'une croix d'argent (qui est de Savoie). En italien : (description plus que blasonnement) Una spiga di frumento inserita tra due ramoscelli di alloro in campo azzurro. La parte superiore sarà occupata da una croce d’argento in campo rosso. |

### Communes limitrophes
| Rezzato     | Bedizzole   | Lonato del Garda           |
| Castenedolo | Calcinato   | Lonato del Garda           |
| Ghedi       | Montichiari | Castiglione delle Stiviere |

## Jumelages
| \| Champtoceaux Calcinato \| Localisation de Calcinato et Champtoceaux |
| Champtoceaux Calcinato                                                 |

- Champtoceaux (France) depuis 2000[6]

## Personnalités liées à la commune
- Giuseppe Guerzoni (1835-1886), écrivain italien et principal biographe de Giuseppe Garibaldi